# 225088 Гунгун
225088 Гунгун, раніше (225088) 2007 OR10 — один із найбільших транснептунових об'єктів, відкритий 17 липня 2007 року групою Майкла Брауна (Megan Schwamb, Michael Brown, David Rabinowitz) з Паломарської обсерваторії (Каліфорнія). 
Кандидат у карликові планети.
Офіційно про відкриття було повідомлено 7 січня 2009 року. В архівах було знайдено 35 зображень Гунгуна, починаючи з 1985 року.

## Загальні характеристики
Яскравість цього об'єкта була настільки великою, що астрономи спочатку припустили, що він має високу відбивну здатність, через що Браун назвав тіло «Білосніжка». Тоді вчені вважали, що це крижане тіло, що відкололося від іншої карликової планети — Гаумея. Проте згодом виявилося, що «Білосніжка» — найчервоніший об'єкт Сонячної системи. Це наштовхнуло Брауна на думку, що червоного забарвлення льоду надає метан, оскільки серед транснептунових об'єктів існує ще один червоного кольору і вкритий льодом — Квавар, у відкритті якого Браун брав участь 2002 року. З плином часу вплив космічної радіації перетворює метан на довгі вуглеводневі молекулярні ланцюжки червоного кольору. Подібно інею, цей трансформований метан осідає на крижаній поверхні Квавара, надаючи їй рожевого відтінку.
Обидва об'єкти — і Квавар, і «Білосніжка» — не такі великі, як карликові планети Плутон або Ерида, тому не можуть надовго утримати леткі компоненти атмосфери, такі як метан, і поступово його втрачають. На думку Брауна, зараз ми спостерігаємо останній подих «Білосніжки» — 4,5 млрд років вона поволі втрачала свою атмосферу, і тепер її лишилося зовсім небагато.
Проте метанова гіпотеза ще потребує додаткової перевірки, яку можна провести за допомогою великих телескопів, наприклад обсерваторії Кека.

## Розмір
З початку фіксації небесного тіла до 2015 року астрономи припускали, що діаметр об'єкта не перевищує 1280 км. Позаяк таких тіл у Сонячній системі понад 200, фахівцям такий об'єкт був малоцікавим.
Станом на осінь 2015 року групою учених шляхом об'єднання даних спостережень Herschel Space Observatory та Kepler Space Telescope–K2 були обраховані та у квітні 2016 року опубліковані уточнені характеристики: 1535+75-225 км.
Такі розміри роблять об'єкт не набагато меншим від Плутона та Ериди.

## Орбіта
- Альбедо — 0,089 +0,031-0,009
- Оберт навколо осі — 44,81+0,37+0,37 години

## Супутник

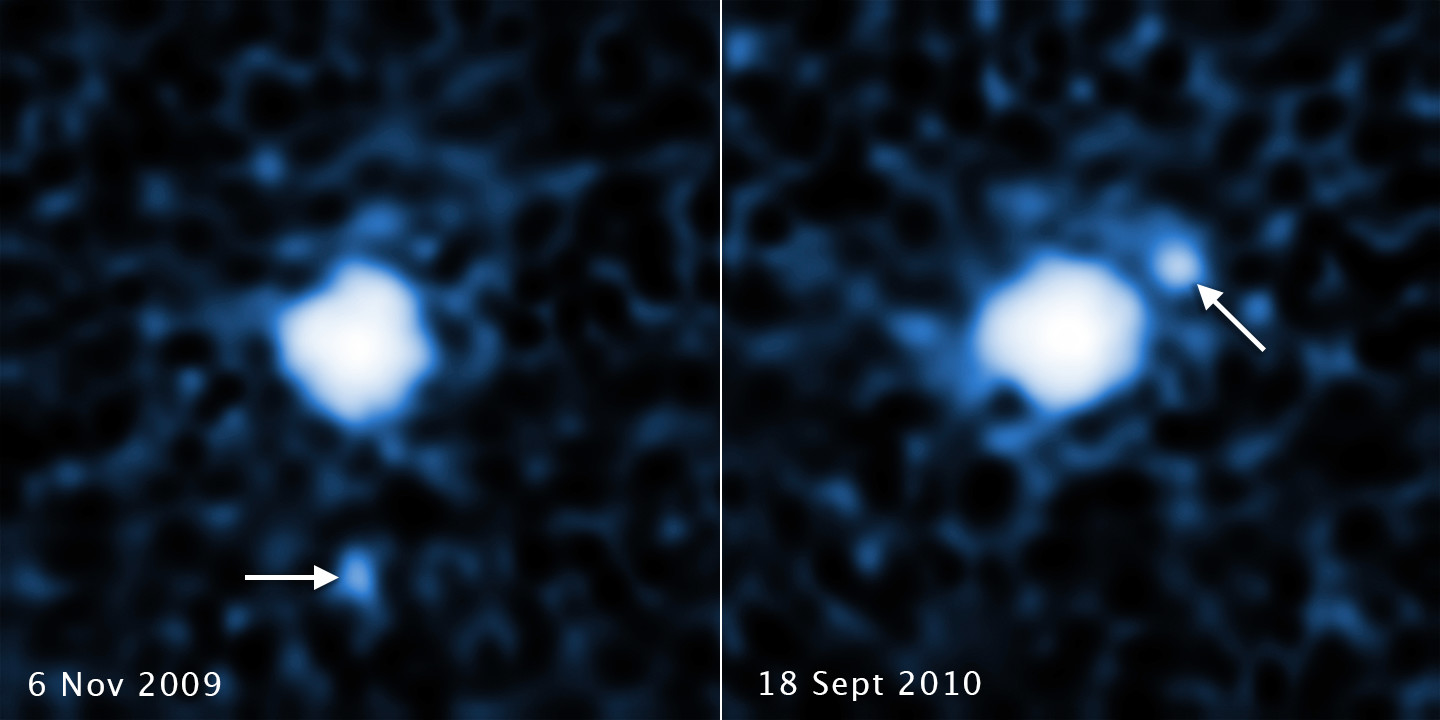
Сянлю на знімках 2009 та 2010 років.

У планетоїда виявлено невеликий супутник діаметром 250—350 кілометрів.
Наявність супутника, що обертається навколо Гунгуна на відстані близько 15 тис. км, було виявлено в 2016 році при обробці знімків, зроблених космічним телескопом «Габбл» у вересні 2010 року.
5 лютого 2020 року супутник Гунгуна отримав назву Сянлю на честь чудовиська з китайської міфології.

## Пропозиції щодо назви
Спочатку планету неофіційно називали Білосніжкою (англ. Snow White) за яскравий блиск.
Після того, як стало зрозуміло, що планета більша, ніж вважалося спочатку, вона стала найбільшим відомим об'єктом Сонячної системи, який ще не мав власної назви.
Майкл Браян оголосив конкурс що назви, на якому перемогла назва Гунгун (англ. Gonggong) — бог води в китайській міфології. 
Запропоновану назву затвердив Міжнародний астрономічний союз у 2020 році.